# Listă de dramaturgi englezi

Acesta este o listă de dramaturgi englezi după data nașterii:
- (c. 1460–1502) Henry Medwall
- (1495–1563) John Bale
- (c. 1497–c. 1585) John Heywood
- (1532–1584) Thomas Norton
- (1535–1577) George Gascoigne
- (c. 1553–1606) John Lyly
- (1558–1592) Robert Greene
- (1558–1594) Thomas Kyd
- (c. 1560–1634) George Chapman
- (1563–1631) Michael Drayton
- (1564–1593) Christopher Marlowe
- (1564–1616) William Shakespeare
- (c. 1570–1641) Thomas Heywood
- (c. 1572–1632) Thomas Dekker
- (1572–1637) Ben Jonson
- (1576–1618) George Wilkins
- (1576–1634) John Marston
- (1579–1625) John Fletcher
- (1580–1627) Thomas Middleton
- (1583–1640) Philip Massinger
- (c. 1585–1616) Francis Beaumont
- (c. 1585–after 1639) John Ford
- (c. 1590–c. 1653) Richard Brome
- (1606–1668) William Davenant
- (1631–1700) John Dryden
- (c. 1635–1691) George Etherege
- (1640–1689) Aphra Behn
- (1640–1716) William Wycherley
- (c. 1640–c. 1703) John Crowne
- (1652–1685) Thomas Otway
- (c. 1653–1692) Nathaniel Lee
- (c. 1667–1723) Susannah Centlivre
- (1670–1729) William Congreve
- (1671–1757) Colley Cibber
- (1672–1719) Joseph Addison
- (c. 1678–1707) George Farquhar
- (1685–1732) John Gay
- (1693–1739) George Lillo
- (c. 1700–1766) William Rufus Chetwood
- (1707–1754) Henry Fielding
- (1717–1779) David Garrick
- (1720–1777) Samuel Foote
- (1728–1774) Oliver Goldsmith
- (1732–1794) George Colman the Elder
- (1732–1811) Richard Cumberland
- (1784–1862) James Sheridan Knowles
- (1788–1824) George Gordon Byron, 6th Baron Byron (Lord Byron)
- (1792–1847) Richard Brinsley Peake
- (1803–1857) Douglas William Jerrold
- (1803–1873) Edward Bulwer-Lytton
- (înainte de 1810–după 1838) Elizabeth Polack
- (1817–1880) Tom Taylor
- (1812–1889) Robert Browning
- (1836–1911) W. S. Gilbert
- (1843–1916) Henry James
- (1848–1914) Sydney Grundy
- (1851–1929) Henry Arthur Jones
- (1852–1932) Lady Augusta Gregory (Lady Gregory)
- (1853–1931) Hall Caine
- (1854–1900) Oscar Wilde
- (1855–1934) Arthur Wing Pinero
- (1856–1950) George Bernard Shaw
- (1859–1927) Jerome K. Jerome
- (1860–1937) Sir James Matthew Barrie
- (1865–1948) Alfred Edward Woodley Mason
- (1865–1959) Laurence Housman
- (1867–1931) Arnold Bennett
- (1867–1933) John Galsworthy
- (1868–1946) Herbert Swears
- (1869–1909) St. John Emile Clavering Hankin
- (1877–1946) Harley Granville-Barker
- (1878–1942) Rudolph Besier
- (1878–1957) Edward Plunkett, 18th Baron of Dunsany (Lord Dunsany)
- (1878–1967) John Masefield
- (1880–1964) Sean O'Casey
- (1881–1913) William Stanley Houghton
- (1881–1954) Frederick Lonsdale
- (1882–1937) John Drinkwater
- (1882–1956) A. A. Milne
- (1882–1958) Harold Brighouse
- (1883–1971) St. John Ervine
- (1884–1915) James Elroy Flecker
- (1886–1962) Clifford Bax
- (1886–1980) Oskar Kokoschka
- (1888–1965) Clemence Dane
- (1888–1965) T. S. Eliot
- (1889–1946) John Colton
- (1890–1976) Agatha Christie
- (1893–1951) Ivor Novello
- (1893–1964) Will Scott
- (1893–1957) Dorothy L. Sayers
- (1894–1984) J. B. Priestley
- (1896–1967) Margaret Kennedy
- (1896–1975) R. C. Sherriff
- (1899–1973) Noël Coward
- (1899–1978) Micheál MacLíammóir
- (1900–1973) Benn W. Levy
- (1901–1984) Denis Johnston
- (1902–1961) Edward Pakenham, 6th Earl of Longford
- (1904–1986) Christopher Isherwood
- (1904–1991) Graham Greene
- (1907–1973) W. H. Auden
- (1907–2005) Christopher Fry
- (1910–2001) Joseph O'Conor
- (1911–1977) Terence Rattigan
- (1921–1988) Erich Fried
- (1923–2009) John Mortimer
- (1924–1995) Robert Bolt
- (1924–2006) David Campton
- (1925–1994) Alun Owen
- (1926–1999) Jim Allen
- (1926–2001) Anthony Shaffer
- (născut 1926) Peter Shaffer
- (născut 1927) Ann Jellicoe
- (născut 1927) Peter Nichols
- (născut 1928) Frank Marcus
- (1929–1994) John Osborne
- (1929–1998) Henry Livings
- (1930–2008) Harold Pinter
- (născut 1930) John Arden
- (1933–1967) Joe Orton
- (născut 1933) Michael Frayn
- (născut 1934) Alan Bennett
- (născut 1934) Wole Soyinka
- (născut 1937) Tom Stoppard
- (născut 1939) Shelagh Delaney
- (născut 1957) Sue Lenier
- (1971–1999) Sarah Kane
- (născut 1974) Leo Butler

## Vezi și
- Listă de piese de teatru britanice
- Listă de piese de teatru engleze
- Listă de dramaturgi
- Listă de scriitori englezi
- Listă de dramaturgi britanici
- Listă de dramaturgi scoțieni (en)